# Big River (Swikshak Bay)
Der Big River (englisch für „großer Fluss“) ist ein etwa 37 km langer Fluss im Nordosten der Alaska-Halbinsel im US-Bundesstaat Alaska. Der lokale beschreibende Flussname wurde 1951 vom U.S. Geological Survey (USGS) gemeldet.

## Flusslauf
Der Big River entspringt in der Aleutenkette 12 km westlich des Vulkans Kaguyak auf einer Höhe von etwa 670 m. Der Big River fließt in überwiegend östlicher Richtung durch das Gebirge. Er umfliesst den Vulkan Kaguyak westlich und nördlich und erreicht schließlich ein breites Tal, das bis zum Meer reicht. Der Big River nimmt noch zwei größere namenlose Nebenflüsse von links auf, bevor er in die Swikshak Bay mündet, eine Bucht am Rande der Schelichow-Straße.

## Einzugsgebiet
Der Big River entwässert ein Areal von etwa 323 km². Das Einzugsgebiet grenzt im Nordosten an das des Swikshak River, im Norden und im Westen an das des Kamishak River, im Südwesten an das des Savonoski River sowie im Süden an das des Ninagiak River. Das Einzugsgebiet liegt im Katmai-Nationalpark.